# Providentissimus Deus
Providentissimus Deus, «Об изучении Священного Писания», — очередная энциклика, опубликованная Папой Львом XIII 18 ноября 1893 года. В ней он рассматривал историю изучения Библии со времен отцов церкви до современности, выступал против ошибок рационалистов и сторонников историко-критического метода, а также изложил принципы изучения Священных Писаний и основополагающие принципы их преподавания в семинариях. Он также обратился к вопросам очевидных противоречий между Библией и естествознанием, а также между частями самого Священного Писания. Кроме того, он дал рекомендации относительно их разрешения.

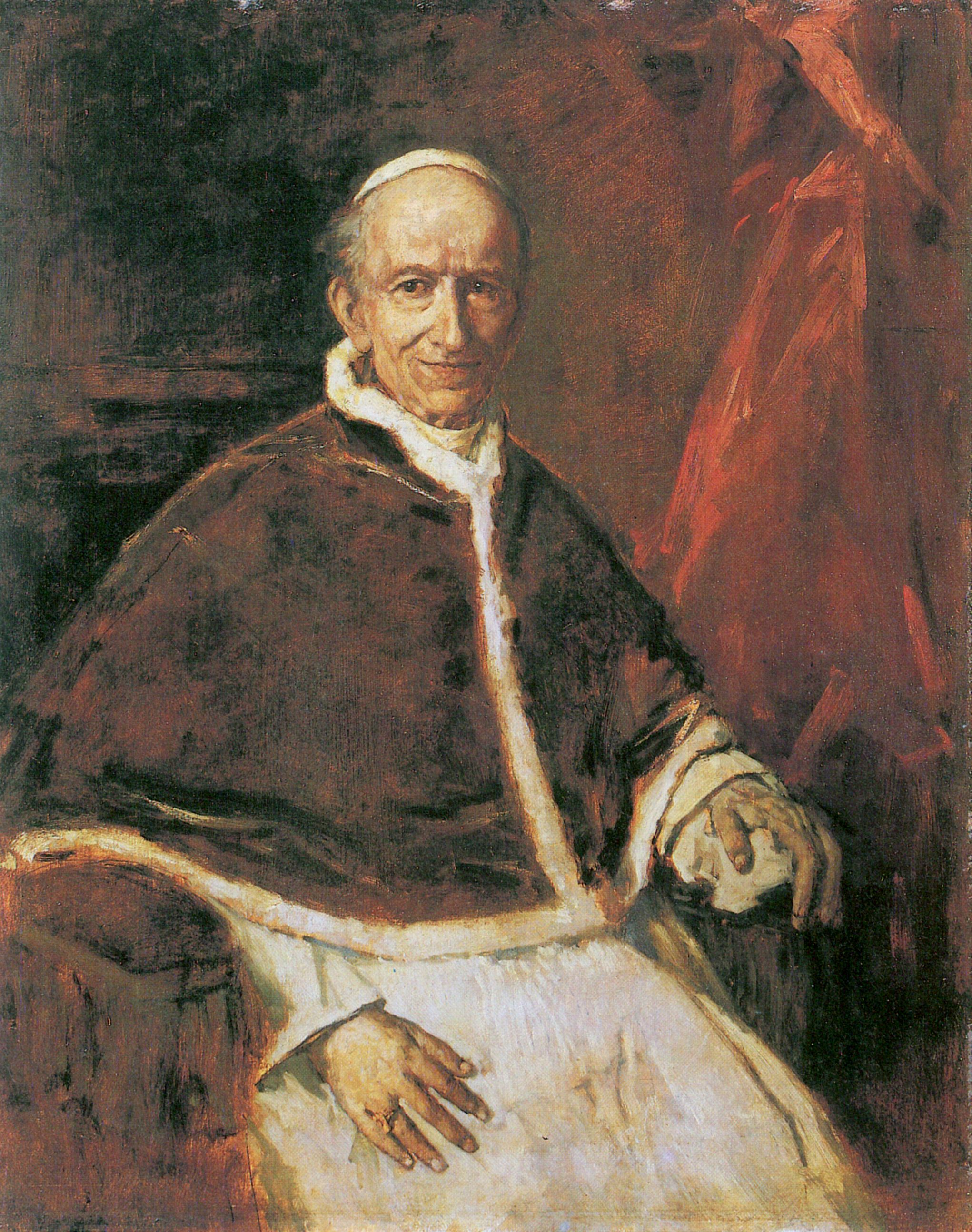
Лев XIII, 1885

## Обстоятельства создания
Providentissimus Deus является логическим продолжением ранних попыток продвижения католического образования Львом XIII. В 1878 году он поощрил изучение истории и археологии. Энциклика Aeterni Patris 1879 года способствовала изучению схоластической философии. В 1887 г. он одобрил изучение естественных наук, а в 1891 г. открыл Ватиканскую обсерваторию.
Католические исследования семнадцатого и восемнадцатого веков избегали использования критической методологии из-за её тенденций к рационализму. Частые политические революции, резкое противодействие «либерализму» церкви и изгнание религиозных орденов из Франции и Германии, по понятным причинам, заставили церковь с подозрением относиться к новым интеллектуальным течениям того периода.
В 1892 году Лев учредил École Biblique в Иерусалиме, первую католическую школу, полностью посвященную критическому изучению Библии. На рубеже 20-го века официальные лица католичества относились к изучению Священного Писания как к осторожному продвижению собственных позиций и в то же время росло понимание того, насколько многообещающими могут быть перспективы. Посредством Providentissimus Deus, Папа впервые официально разрешил использовать критические методы в библейской науке. В 1902 году он учредил Папскую библейскую комиссию, которая должна была адаптировать римско-католические библейские исследования к научной реальности и защитить Писание от нападок.

## Содержание
Энциклика содержит как полемику против рационализма, так и защитную позицию относительно божественного авторства, воздействия и непогрешимости. Лев ответил на оба вызова авторитету Библии, брошенные ему в XIX веке.
Историко-критический метод анализа Священных Писаний поставил под сомнение надежность Библии. Лев признал возможность ошибок, допущенных переписчиками, но при этом запретил официальное толкование, согласно которому только часть Священных Писаний не содержит ошибок. Лев также осудил использование некоторых новых научных доказательств, явно ссылаясь на Альфреда Фирмина Луази и Мориса д’Хюльста, пусть и не адресно. «Те, кто утверждает, что ошибка возможна в любом подлинном отрывке Священных Писаний, либо извращают католическое представление о божественном воздействии, либо назначают Бога автором такой ошибки». Затем Лев цитирует Августина: «И если в этих Книгах я встречаю что-либо, кажущееся противоречащим истине, то без колебаний сделаю вывод, что либо текст ошибочен, либо переводчик неверно передал смысл отрывка, либо я сам его не понимаю».
«Но не должно по этой причине считаться, будто есть запрет, при наличии справедливой причины, продвигать исследование и объяснение за пределы того, что сделали отцы; при условии, что он тщательно соблюдает правило, столь мудро установленное святым Августином, — не отступать от литературного и очевидного смысла, за исключением случаев, когда несостоятельным текст делает ошибка либо необходимость». Лев утверждал, что, поскольку наука и богословие являются отдельными дисциплинами, они не противоречат друг другу, но только при условии, что ученые придерживаются своих областей знаний. Ученый не должен рассматривать библейских авторов как объясняющих видимый мир, поскольку это не было их целью. Исследователи Библии должны знать, что авторы, возможно, использовали образный язык или описывали внешний вид. Лев одобрил изучение восточных языков и искусства критики. «… [Я] нахожу уместным, чтобы профессора Священного Писания и богословы овладели теми языками, на которых изначально были написаны Священные тексты;…»
Сначала и консерваторы, и либералы нашли в энциклике элементы, к которым им можно было бы обратиться. Однако в течение следующего десятилетия, по мере распространения модернизма, данная работа все чаще интерпретировалась в консервативном смысле. Позднее она стала частью затяжного конфликта между модернистами и консерваторами.

## Divino Afflante Spiritu
30 сентября 1943 года Папа Пий XII выпустил свою энциклику «Наиболее уместный способ продвижения библейских исследований», Divino Afflante Spiritu («Вдохновленный Божественным Духом») в память о Providentissimus Deus.